# بیورن مارش یونسن
بیورن مارش یونسن (نروژی: Bjørn Maars Johnsen؛ زادهٔ ۶ نوامبر ۱۹۹۱) بازیکن فوتبال اهل نروژ است.
از باشگاه‌هایی که در آن بازی کرده‌است می‌توان به باشگاه فوتبال لولیتانو و باشگاه فوتبال لیتکس لووچ اشاره کرد.